# جامعة بلفن الطبية
جامعة بلفن الطبيّة وتُعرف أيضًا باسم الجامعة الطبية - بلفن (بالبلغارية: Медицински университет — Плевен) هي واحدة من أربع جامعات طبية في بلغاريا. إنها الجامعة الوحيدة في بليفين، وقد تأسست عام 1974 على أساس المستشفى الإقليمي السابق الذي تأسس عام 1865. توحد الجامعة قاعدة كبيرة حديثة قبل السريرية، ومستشفى مع عيادات متخصصة، وأقسام بحثية. تضم كليتين، كلية الطب التي تغطي موضوعات الطب وإعادة التأهيل والعلاج المهني، وكلية الصحة العامة التي تغطي الرعاية الصحية، فضلاً عن الكلية. يوجد أيضًا نزلان بإجمالي 315 سريرًا في غرفتين وثلاث غرف نوم. في عام 1997 أضافت الجامعة برنامج طب اللغة الإنجليزية المصمم للطلاب الدوليين. كان هذا أول برنامج طب باللغة الإنجليزية في بلغاريا. اعتبارًا من عام 2000، كان لدى جامعة بليفن الطبية 4081 طالبًا بلغاريًا و582 طالبًا أجنبيًا من 45 دولة، ولديها حوالي 750 طالبًا جديدًا كل عام، ثلثاهم من البلغار والباقي من الأجانب، 50-60 ٪ منهم من الهند. منذ انضمام بلغاريا إلى الاتحاد الأوروبي في عام 2007، ينحدر معظم الطلاب الدوليين من دول أعضاء أخرى في الاتحاد الأوروبي.
يتم تنفيذ دورات التدريس في الجامعة في كليتين وكلية واحدة:
- كلية الطب مع تخصص الطب
- كلية الصحة العامة والتخصصات الآتية:
  - إدارة الرعاية الصحية؛
  - إعادة التأهيل الطبي والعلاج المهني.
  - إدارة الصحة؛
  - التمريض
  - القبالة.
- كلية الطب بلفن مع التخصصات التالية:
  - مساعد مختبر طبي.
  - مساعد مختبر الأشعة؛
  - عامل اجتماعي.

## روابط خارجية
- موقع جامعة بليفين الطبية (بالبلغارية والإنجليزية)